# 파워북 듀오

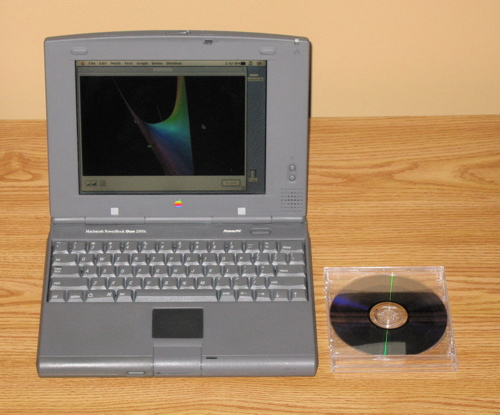
애플 파워북 듀오 2300c 표준 CD 보석 케이스 포함, 크기 비교용

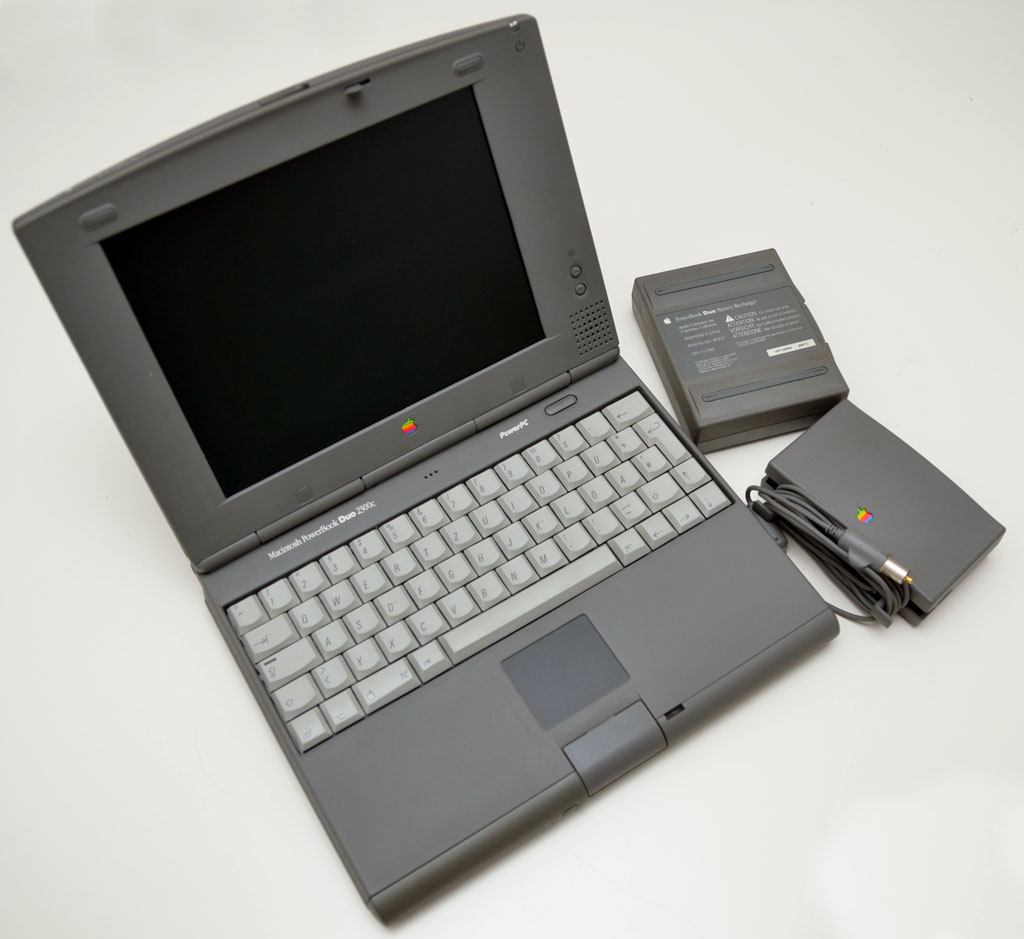
1995년에서 1997년 사이에 제작된 Apple Macintosh PowerBook Duo 2300c

파워북 듀오(PowerBook Duo)는 1992년부터 1997년까지 애플 컴퓨터에서 파워북 제품군의 보다 컴팩트한 동반자로 제조 및 판매한 서브노트북 제품군이다. 파워북 100(이 제품의 직전 모델이자 애플의 세 번째로 작은 노트북)의 휴대성을 향상시킨 듀오는 7가지 모델로 출시되었다. 이것들은 듀오 210, 230, 250, 270c, 280, 280c 및 2300c였으며, 210과 230이 가장 초기 제품이고 2300c는 1997년 초 전체 라인이 중단되기 전의 최종 화신이다.
무게는 4.1파운드(1.9kg)이고 종이 한 장보다 약간 작은(10.9인치 × 8.5인치(280mm × 220mm)), 두께는 1.4인치(36mm)에 불과하여 모든 애플 파워북 중에서 가장 가볍고 작았다. 당시에는 지금까지 생산된 애플의 가장 작은 노트북 중 하나로 남아 있다. 맥북 에어, 13인치(330mm) 레티나 맥북 프로 및 12인치(300mm) 레티나 맥북만이 더 넓고 깊지만 무게는 더 가볍다(그러나 상당히 얇다). 듀오는 USB 2.0 포트 1개, 비디오 포트 1개(어댑터 필요) 및 스피커 포트 1개만 포함했지만 확장 기능은 없는 원래 맥북 에어와 공통점이 가장 많았다.
파워북 듀오 라인은 듀오보다 크기가 약간 더 큰 파워북 2400으로 대체되었지만 여전히 4번째로 작은 12인치 파워북 G4에 이어 5번째로 작다. 둘 다 훨씬 더 많은 온보드 기능을 제공했지만 도킹 기능이 부족했다.

## 같이 보기
- CPU 유형별 매킨토시 모델 목록
- 도킹 스테이션